# Emilie Brentano
Emilie Brentano, geborene Genger (* 27. September 1810 in Braubach; † 1. Oktober 1882 in Aschaffenburg), war die erste Herausgeberin der „Gesammelten Schriften“ des Dichters Clemens Brentano und die Mutter des Wirtschaftswissenschaftlers wie auch Sozialreformers Lujo Brentano sowie des Philosophen und Psychologen Franz Brentano.

## Leben
Vor ihrer Heirat mit Christian Brentano 1835 leitete sie ein Mädchenpensionat im ehemaligen Klostergebäude von Marienberg in Boppard. Ihr Mann Christian wurde von dessen Bruder Clemens als Universalerbe eingesetzt, sammelte den weitverstreuten Nachlass und sorgte sich um die kaufmännischen Dinge. Die editorische Hauptarbeit überließ er hingegen weitgehend Emilie, die dabei von dem Freund des Hauses, dem Aschaffenburger Hofbibliothekar Professor Joseph Merkel unterstützt und beraten wurde.
Nach dem Tod ihres Mannes 1851 gab sie 1852–1855 Clemens Brentanos „Gesammelte Schriften“ in neun Bänden und 1854 die „Nachgelassenen religiöse Schriften“ von Christian Brentano in zwei Bänden heraus. Des Weiteren wirkte sie in Aschaffenburg in verschiedenen katholischen Institutionen, übersetzte geistliche Schriften aus England, Frankreich, Italien und verfasste auch einige Gedichte, die ungedruckt blieben. Ihr Nachlass wird zum Teil im Stadt- und Stiftsarchiv Aschaffenburg, zum anderen Teil im Frankfurter Goethe-Haus des Freien Deutschen Hochstifts aufbewahrt.

## Werke
- Biographie Clemens Brentanos. In: Clemens Brentano: Gesammelte Schriften (hrsg. von Christian Brentano), Band 8. 1855.
- Christian Brentano: Nachgelassene religiöse Schriften (hrsg. von Emilie Brentano). Aschaffenburg 1854.
- Clemens Brentano: Gedichte (hrsg. von Emilie Brentano). Aschaffenburg 1854.